# 連雅文
連雅文（1958年—），臺灣作曲家及擊樂演奏家，出生臺灣基隆市，曾擔任國家交響樂團定音鼓首席。
連雅文於1978年大學畢業後即任職於台北愛樂交響樂團定音鼓手，1980年起擔任臺灣省交響樂團（現國立臺灣交響樂團）、臺北市立交響樂團定音鼓手。後前往奧地利維也納音樂院深造，返臺後任職於國立臺灣師範大學音樂學系。連雅文2005年成立「連雅文打擊樂團」。並於2015年受聘為上海音樂學院客座教授，於2016年創立「台灣打擊樂協會」，並舉辦了「世界華人打擊樂術節」。